# Bloch MB.174
Bloch MB.170 – francuski bombowiec rozpoznawczy produkowany seryjnie od 1940 roku. Warianty rozwojowe samolotu to: MB.171, MB.172, MB.173, MB.174 (produkowany seryjnie) oraz MB.175 i MB.176. Zbudowano ponad 140 maszyn (łącznie z prototypami).

## Historia
Z końcem 1936 roku w wytwórni Sud Aviation (Firmę Bloch upaństwowiono w 1936 roku) rozpoczęto pracę nad nowym typem bombowców. Prototyp nazwano MB.170. Prototyp MB.170.01 wzbił się w powietrze 15 stycznia 1938 roku, jednakże został zniszczony podczas awaryjnego lądowania. Pomimo wypadku program rozwojowy kontynuowano budując prototyp MB.170.02. Kolejne wersje to: MB.171, MB.172 i MB.173.
Wersja MB.174, która została wybrana przez Ministerstwo Lotnictwa jako maszyna testowa swój pierwszy lot odbył się 5 stycznia 1939 roku. Ministerstwo natychmiast zamówiło 50 maszyn. Samolot prowadził się dobrze jednakże wystąpiły problemy z chłodzeniem silników co opóźniło dostawy do jednostek liniowych. Problem został rozwiązany poprzez zmniejszenie średnicy kapelusza śmigła. Również produkcja silników Gnome-Rhone była zbyt wolna. Do czasu inwazji Niemiec na Francję udało się jednostki lotnicze wyposażyć w zaledwie 25 maszyn. Wyposażone zostały: Groupe de Reconnaissance I/33 i II/33 oraz Groupe de Reconnaissance II/36 i Groupe de Reconnaissance I/52.
Wersja rozszerzona (większa komora bombowa) MB.175 mogła zabrać 600 kg bomb niż poprzedni model. Brak dostaw silników Gnome-Rhone zmusił producentów do powrotnego użycia silników Pratt & Whitney. Wersja z tymi silnikami otrzymała oznaczenie MB.176. Prototyp oblatano pod koniec 1939 roku. Nie zdołano jednak uruchomić seryjnej produkcji. Po zwycięstwie Niemiec, Niemcy wyprodukowali 5 sztuk.
Niemcy przejęli 56 maszyn, które wykorzystywali jako samoloty szkoleniowe. Część maszyn przejęła Francja Vichy.
Największą wadą MB.174 były bardzo małe komory bombowe. Zabierano 8 bomb po 50 kg. Zaletą natomiast wysoki pułap w większości niedostępny dla maszyn niemieckich. Dlatego też używano go do lotów rozpoznawczych.

## Opis techniczny
MB.170 i jego wersje rozwojowe nie różniły w swej podstawowej konstrukcji. Wszystkie były całkowicie metalowymi dolnopłatami. Napędzanymi dwoma silnikami gwiazdowymi. Podwozie było chowane w locie.

### MB.170
Napęd stanowiły silniki gwiazdowe Gnome-Rhone14N 6/7 o mocy 950 KM. Wyprodukowano 2 prototypy.

### MB.174
Wersja produkowana seryjnie. Napęd stanowiły silniki gwiazdowe Gnome-Rhone14N-20/21 o mocy 1030 KM. Później używano mocniejszych silników Gnome-Rhone14N-48/49 o mocy 1140 KM. Wyprodukowano 57 sztuk (w tym prototyp).

### MB.175
Model ten mógł zabierać na pokład 600 kg bomb oraz osiągał prędkość 540 km/h. Wyprodukowano 79 (w tym 23 sztuki w pełni wyposażone) sztuk.

### MB.176
W wersji tej użyto silników gwiazdowych Pratt & WhitneyR-1830 o mocy 1050 KM. Wybudowano 6 sztuk (w tym prototyp).

## Literatura
- Alexander Lüdeke, Waffentechnik im Zweiten Weltkrieg. Parragon Verlag, Köln, s. 232
- Dominique Breffort, André Jouineau, Alan McKay, French Aircraft from 1939 to 1942 Volume 1: From ANF to Curtiss. Histoire & Collections